# Matúš Kozáčik
Matúš Kozáčik (Dolný Kubín, 27 dicembre 1983) è un allenatore di calcio ed ex calciatore slovacco, di ruolo portiere.

## Carriera

### Nazionale
Viene convocato per gli Europei 2016 in Francia, in cui para un calcio di rigore a Mesut Özil durante gli ottavi di finale contro la Germania. Agli ottavi comunque si ferma la sua Nazionale mitteneuropea che perdendo per 3-0 contro i tedeschi, vanificando così la parata del portiere di Dolný Kubín.

## Statistiche

### Presenze e reti nei club
| Stagione              | Squadra               | Campionato            | Campionato | Campionato | Coppe nazionali | Coppe nazionali | Coppe nazionali | Coppe internazionali | Coppe internazionali | Coppe internazionali | Altre coppe | Altre coppe | Altre coppe | Totale | Totale |
| Stagione              | Squadra               | Comp                  | Pres       | Reti       | Comp            | Pres            | Reti            | Comp                 | Pres                 | Reti                 | Comp        | Pres        | Reti        | Pres   | Reti   |
| --------------------- | --------------------- | --------------------- | ---------- | ---------- | --------------- | --------------- | --------------- | -------------------- | -------------------- | -------------------- | ----------- | ----------- | ----------- | ------ | ------ |
| 2001-2002             | Košice                | SL                    | 0          | 0          | -               | -               | -               | -                    | -                    | -                    | -           | -           | -           | 0      | 0      |
| 2002-2003             | Slavia Praga B        | ČFL                   | 22         | -?         | -               | -               | -               | -                    | -                    | -                    | -           | -           | -           | 22     | -?     |
| 2003-2004             | Slavia Praga          | 1L                    | 9          | -?         | CR              | ?               | -?              | -                    | -                    | -                    | -           | -           | -           | 9      | -?     |
| 2003-2004             | Slavia Praga B        | ČFL                   | 6          | -?         | -               | -               | -               | -                    | -                    | -                    | -           | -           | -           | 6      | -?     |
| 2004-2005             | Slavia Praga          | 1L                    | 14         | -?         | CR              | ?               | -?              | -                    | -                    | -                    | -           | -           | -           | 14     | -?     |
| 2004-2005             | Slavia Praga B        | ČFL                   | 6          | -?         | -               | -               | -               | -                    | -                    | -                    | -           | -           | -           | 6      | -?     |
| 2005-2006             | Slavia Praga          | 1L                    | 16         | -?         | CR              | ?               | -?              | UCL                  | 2                    | -4                   | -           | -           | -           | 18     | -4+    |
| 2005-2006             | Slavia Praga B        | ČFL                   | 5          | -?         | -               | -               | -               | -                    | -                    | -                    | -           | -           | -           | 5      | -?     |
| 2006-2007             | Slavia Praga          | 1L                    | 16         | -?         | CR              | ?               | -?              | -                    | -                    | -                    | -           | -           | -           | 16     | -?     |
| Totale Slavia Praga   | Totale Slavia Praga   | Totale Slavia Praga   | 55         | -?         |                 | ?               | ?               |                      | 2                    | -4                   |             | -           | -           | 57     | -4+    |
| 2006-2007             | Slavia Praga B        | ČFL                   | 1          | -?         | -               | -               | -               | -                    | -                    | -                    | -           | -           | -           | 1      | -?     |
| Totale Slavia Praga B | Totale Slavia Praga B | Totale Slavia Praga B | 40         | -?         |                 | -               | -               |                      | -                    | -                    |             | -           | -           | 40     | -?     |
| 2007-2008             | Sparta Praga          | 1L                    | 0          | 0          | CR              | ?               | -?              | UCL                  | 0                    | 0                    | -           | -           | -           | 0      | 0      |
| 2007-2008             | Sparta Praga B        | ČFL                   | 2          | -?         | -               | -               | -               | -                    | -                    | -                    | -           | -           | -           | 2      | -?     |
| 2008-2009             | Sparta Praga          | 1L                    | 9          | -9         | CR              | ?               | -?              | CU+UCL               | 2+4                  | -3+-3                | -           | -           | -           | 15     | -15    |
| 2009-2010             | Sparta Praga B        | ČFL                   | 3          | 0          | -               | -               | -               | -                    | -                    | -                    | -           | -           | -           | 3      | 0      |
| Totale Sparta Praga B | Totale Sparta Praga B | Totale Sparta Praga B | 5          | 0+         |                 | -               | -               |                      | -                    | -                    |             | -           | -           | 5      | 0+     |
| 2009-2010             | Sparta Praga          | 1L                    | 7          | -3         | CR              | ?               | -?              | UEL                  | 1                    | 0                    | -           | -           | -           | 8      | -3     |
| Totale Sparta Praga   | Totale Sparta Praga   | Totale Sparta Praga   | 16         | -12        |                 | ?               | ?               |                      | 7                    | -6                   |             | -           | -           | 23     | -18    |
| 2010-2011             | Anorthōsis            | A                     | 21         | -21        | CC              | ?               | -?              | UEL                  | 5                    | -8                   | -           | -           | -           | 26     | -29    |
| 2011-2012             | Anorthōsis            | A                     | 30         | -20        | CC              | 2               | -2              | UEL                  | 2                    | -2                   | -           | -           | -           | 34     | -24    |
| Totale Anothosis      | Totale Anothosis      | Totale Anothosis      | 51         | -41        |                 | 2               | -2              |                      | 7                    | -10                  |             | -           | -           | 60     | -53    |
| 2012-2013             | Viktoria Plzeň        | 1L                    | 27         | -?         | CR              | -               | -               | UEL                  | 12                   | -?                   | -           | -           | -           | 39     | -?     |
| Totale carriera       | Totale carriera       | Totale carriera       | 194        | -55+       |                 | 2               | -2              |                      | 28                   | -22+                 |             | -           | -           | 224    | -79+   |

### Cronologia presenze e reti in Nazionale
| Cronologia completa delle presenze e delle reti in nazionale ― Slovacchia | Cronologia completa delle presenze e delle reti in nazionale ― Slovacchia | Cronologia completa delle presenze e delle reti in nazionale ― Slovacchia | Cronologia completa delle presenze e delle reti in nazionale ― Slovacchia | Cronologia completa delle presenze e delle reti in nazionale ― Slovacchia | Cronologia completa delle presenze e delle reti in nazionale ― Slovacchia | Cronologia completa delle presenze e delle reti in nazionale ― Slovacchia | Cronologia completa delle presenze e delle reti in nazionale ― Slovacchia |
| Data                                                                      | Città                                                                     | In casa                                                                   | Risultato                                                                 | Ospiti                                                                    | Competizione                                                              | Reti                                                                      | Note                                                                      |
| ------------------------------------------------------------------------- | ------------------------------------------------------------------------- | ------------------------------------------------------------------------- | ------------------------------------------------------------------------- | ------------------------------------------------------------------------- | ------------------------------------------------------------------------- | ------------------------------------------------------------------------- | ------------------------------------------------------------------------- |
| 10-12-2006                                                                | Abu Dhabi                                                                 | Emirati Arabi Uniti                                                       | 1 – 2                                                                     | Slovacchia                                                                | Amichevole                                                                | -1                                                                        | 46’                                                                       |
| 15-10-2013                                                                | Riga                                                                      | Lettonia                                                                  | 2 – 2                                                                     | Slovacchia                                                                | Qual. Mondiali 2014                                                       | -2                                                                        |                                                                           |
| 15-11-2013                                                                | Breslavia                                                                 | Polonia                                                                   | 0 – 2                                                                     | Slovacchia                                                                | Amichevole                                                                | -                                                                         |                                                                           |
| 4-9-2014                                                                  | Žilina                                                                    | Slovacchia                                                                | 1 – 0                                                                     | Malta                                                                     | Amichevole                                                                | -                                                                         |                                                                           |
| 8-9-2014                                                                  | Kiev                                                                      | Ucraina                                                                   | 0 – 1                                                                     | Slovacchia                                                                | Qual. Euro 2016                                                           | -                                                                         |                                                                           |
| 9-10-2014                                                                 | Žilina                                                                    | Slovacchia                                                                | 2 – 1                                                                     | Spagna                                                                    | Qual. Euro 2016                                                           | -1                                                                        |                                                                           |
| 12-10-2014                                                                | Barysaŭ                                                                   | Bielorussia                                                               | 1 – 3                                                                     | Slovacchia                                                                | Qual. Euro 2016                                                           | -1                                                                        |                                                                           |
| 15-11-2014                                                                | Skopje                                                                    | Macedonia                                                                 | 0 – 2                                                                     | Slovacchia                                                                | Qual. Euro 2016                                                           | -                                                                         |                                                                           |
| 27-3-2015                                                                 | Žilina                                                                    | Slovacchia                                                                | 3 – 0                                                                     | Lussemburgo                                                               | Qual. Euro 2016                                                           | -                                                                         |                                                                           |
| 14-6-2015                                                                 | Žilina                                                                    | Slovacchia                                                                | 2 – 1                                                                     | Macedonia                                                                 | Qual. Euro 2016                                                           | -1                                                                        |                                                                           |
| 5-9-2015                                                                  | Oviedo                                                                    | Spagna                                                                    | 2 – 0                                                                     | Slovacchia                                                                | Qual. Euro 2016                                                           | -2                                                                        | 30’                                                                       |
| 8-9-2015                                                                  | Žilina                                                                    | Slovacchia                                                                | 0 – 0                                                                     | Ucraina                                                                   | Qual. Euro 2016                                                           | -                                                                         |                                                                           |
| 9-10-2015                                                                 | Žilina                                                                    | Slovacchia                                                                | 0 – 1                                                                     | Bielorussia                                                               | Qual. Euro 2016                                                           | -1                                                                        |                                                                           |
| 12-10-2015                                                                | Lussemburgo                                                               | Lussemburgo                                                               | 2 – 4                                                                     | Slovacchia                                                                | Qual. Euro 2016                                                           | -2                                                                        |                                                                           |
| 29-3-2016                                                                 | Dublino                                                                   | Irlanda                                                                   | 2 – 2                                                                     | Slovacchia                                                                | Amichevole                                                                | -2                                                                        |                                                                           |
| 29-5-2016                                                                 | Augusta                                                                   | Germania                                                                  | 1 – 3                                                                     | Slovacchia                                                                | Amichevole                                                                | -1                                                                        |                                                                           |
| 4-6-2016                                                                  | Trnava                                                                    | Slovacchia                                                                | 0 – 0                                                                     | Irlanda del Nord                                                          | Amichevole                                                                | -                                                                         |                                                                           |
| 11-6-2016                                                                 | Bordeaux                                                                  | Galles                                                                    | 2 – 1                                                                     | Slovacchia                                                                | Euro 2016 - 1º turno                                                      | -2                                                                        |                                                                           |
| 15-6-2016                                                                 | Lilla                                                                     | Russia                                                                    | 1 – 2                                                                     | Slovacchia                                                                | Euro 2016 - 1º turno                                                      | -1                                                                        |                                                                           |
| 20-6-2016                                                                 | Saint-Étienne                                                             | Slovacchia                                                                | 0 – 0                                                                     | Inghilterra                                                               | Euro 2016 - 1º turno                                                      | -                                                                         |                                                                           |
| 26-6-2016                                                                 | Lilla                                                                     | Germania                                                                  | 3 – 0                                                                     | Slovacchia                                                                | Euro 2016 - Ottavi di finale                                              | -3                                                                        |                                                                           |
| 4-9-2016                                                                  | Trnava                                                                    | Slovacchia                                                                | 0 – 1                                                                     | Inghilterra                                                               | Qual. Mondiali 2018                                                       | -1                                                                        |                                                                           |
| 8-10-2016                                                                 | Lubiana                                                                   | Slovenia                                                                  | 1 – 0                                                                     | Slovacchia                                                                | Qual. Mondiali 2018                                                       | -1                                                                        |                                                                           |
| 11-10-2016                                                                | Trnava                                                                    | Slovacchia                                                                | 3 – 0                                                                     | Scozia                                                                    | Qual. Mondiali 2018                                                       | -                                                                         |                                                                           |
| 11-11-2016                                                                | Trnava                                                                    | Slovacchia                                                                | 4 – 0                                                                     | Lituania                                                                  | Qual. Mondiali 2018                                                       | -                                                                         |                                                                           |
| 26-3-2017                                                                 | Ta' Qali                                                                  | Malta                                                                     | 1 – 3                                                                     | Slovacchia                                                                | Qual. Mondiali 2018                                                       | -1                                                                        |                                                                           |
| 14-11-2017                                                                | Trnava                                                                    | Slovacchia                                                                | 1 – 0                                                                     | Norvegia                                                                  | Amichevole                                                                | -                                                                         |                                                                           |
| 5-9-2018                                                                  | Trnava                                                                    | Slovacchia                                                                | 3 – 0                                                                     | Danimarca                                                                 | Amichevole                                                                | -                                                                         |                                                                           |
| 7-6-2019                                                                  | Trnava                                                                    | Slovacchia                                                                | 5 – 1                                                                     | Giordania                                                                 | Amichevole                                                                | -1                                                                        | 47’                                                                       |
| Totale                                                                    |                                                                           | Presenze                                                                  | 29                                                                        |                                                                           | Reti                                                                      | -24                                                                       |                                                                           |

## Palmarès

### Club

#### Competizioni nazionali
- Pohár ČMFS: 1

Sparta Praga: 2007-2008
- Campionato ceco: 1

Sparta Praga: 2009-2010